# Чемпионат Дании по футболу среди женщин
3F Лига (дат. 3F Ligaen), также Элитный дивизион (Elitedivisionen) — высший уровень системы лиг женского футбола в Дании.
Первый женский чемпионат Дании состоялся в 1973 году. Под названием Элитный дивизион проводится с 1994 года.
На 2017 год занимает 8-е место в рейтинге УЕФА.

## Формат турнира
С 1994 года до сезона 2005/06 в Лиге выступало восемь команд, проводивших между собой по три матча. Команда, занявшая последнее место, выбывала в 1-й дивизион, а предпоследняя играла стыковые матчи со второй командой 1-го дивизиона. 
По итогам 2006/07 Лига расширена до 10 команд. Последняя команда чемпионата играла стыковые матчи с третьей командой 1-го дивизиона. Первые две команды 1-го дивизиона получили повышение в классе.
С сезона 2007/08 по сезон 2012/13 Лига состояла из 10 команд. Матчи проводились в два круга. По итогам турнира команды разделялись на две группы: занявшие места с 1 по 4 участвовали в чемпионском турнире, с 5 по 10 — в турнире за выживание. Очки, набранные командами на первом этапе, делились пополам (при необходимости округлялись в большую сторону). В чемпионском турнире команды играли в два круга (по шесть матчей). В турнире за выживание команды играли в один круг (по пять матчей), последние две команды выбывали в 1-й дивизион.
С сезона 2013/14 в чемпионате играет восемь команд. Шесть лучших по итогам первого этапа квалифицируются в чемпионский турнир. Седьмая команда играет стыковые матче, восьмая выбывает в первый дивизион напрямую. 

## Список чемпионов
| - 1973 Рибе - 1974 Рибе - 1975 Фемина - 1976 Рибе - 1977 Фемина - 1978 Рибе - 1979 Рибе - 1980 Фемина - 1981 Б 1909 - 1982 ХЕИ Орхус - 1983 Б 1909 - 1984 ХЕИ Орхус - 1985 Б 1909 - 1986 ХЕИ Орхус - 1987 ХЕИ Орхус - 1988 ХЕИ Орхус - 1989 ХЕИ Орхус | - 1990 ХЕИ Орхус - 1991 ХЕИ Орхус - 1992 Б 1909 - 1993 Б 1909 - 1994 Фортуна - 1995 Фортуна - 1996 Фортуна - 1997 ХЕИ Орхус - 1998 ХЕИ Орхус - 1999 Фортуна - 2000 Оденсе - 2001 Оденсе - 2002 Фортуна - 2003 Брондбю - 2004 Брондбю - 2005 Брондбю - 2006 Брондбю | - 2007 Брондбю - 2008 Брондбю - 2009 Фортуна - 2010 Фортуна - 2011 Брондбю - 2012 Брондбю - 2013 Брондбю - 2014 Фортуна - 2015 Брондбю - 2016 Фортуна - 2017 Брондбю - 2018 Фортуна - 2019 Брондбю - 2020 Фортуна - 2021 Кёге |

## Статистика по клубам
| Клуб      | Титулы | Годы побед                                                             |
| --------- | ------ | ---------------------------------------------------------------------- |
| Брондбю   | 12     | 2003, 2004, 2005, 2006, 2007, 2008, 2011, 2012, 2013, 2015, 2017, 2019 |
| ХЕИ Орхус | 10     | 1982, 1984, 1986, 1987, 1988, 1989, 1990, 1991, 1997, 1998             |
| Фортуна   | 11     | 1994, 1995, 1996, 1999, 2002, 2009, 2010, 2014, 2016, 2018, 2020       |
| Б 1909    | 5      | 1981, 1983, 1985, 1992, 1993                                           |
| Рибе      | 5      | 1973, 1974, 1976, 1978, 1979                                           |
| Фемина    | 3      | 1975, 1977, 1980                                                       |
| Оденсе    | 2      | 2000, 2001                                                             |
| Кёге      | 1      | 2021                                                                   |